# Prix Apollo
Der Prix Apollo war ein französischer Literaturpreis, der von 1972 bis 1990 für im jeweiligen Vorjahr in französischer Sprache erschienene Werke aus dem Bereich Science-Fiction verliehen wurde. 
In den meisten Fällen waren die ausgezeichneten Werke Übersetzungen in das Französische. Seitdem der Preis 1992 nicht mehr verliehen wurde, wird beim Grand Prix de l’Imaginaire ein Preis in einer Kategorie mit Übersetzungen in das Französische (roman étranger) vergeben.
Der Name des auf eine Initiative von Jacques Sadoul zurückgehenden Preises bezieht sich auf das Apollo-Programm.
| Jahr | Titel                      | Originaltitel              | Autor               | Verlag         |
| ---- | -------------------------- | -------------------------- | ------------------- | -------------- |
| 1972 | L'Île des morts            | Isle of the Dead           | Roger Zelazny       | OPTA           |
| 1973 | Tous à Zanzibar            | Stand on Zanzibar          | John Brunner        | Robert Laffont |
| 1974 | Rêve de fer                | The Iron Dream             | Norman Spinrad      | OPTA           |
| 1975 | L'Enchâssement             | The Embedding              | Ian Watson          | Calmann-Lévy   |
| 1976 | Les Ailes de la nuit       | Nightwings                 | Robert Silverberg   | J'ai lu        |
| 1977 | Cette chère humanité       | Brave Old World            | Philippe Curval     | Robert Laffont |
| 1978 | La Ruche d'Hellstrom       | Hellstrom's Hive           | Frank Herbert       | Albin Michel   |
| 1979 | La Grande Porte            | Gateway                    | Frederik Pohl       | Calmann-Lévy   |
| 1980 | Persistance de la vision   | The Persistence of Vision  | John Varley         | Denoël         |
| 1981 | Le Temps des genevriers    | Juniper Time               | Kate Wilhelm        | Denoël         |
| 1982 | L'Idiot-roi                | Symbiote's Crown           | Scott Baker         | J'ai lu        |
| 1983 | L'Orbe et la roue          |                            | Michel Jeury        | Robert Laffont |
| 1984 | Les Semeurs d'abîmes       |                            | Serge Brussolo      | Fleuve noir    |
| 1985 | La Citadelle de l'Autarque | The Citadel of the Autarch | Gene Wolfe          | Denoël         |
| 1986 | La Musique du sang         | Blood Music                | Greg Bear           | La Découverte  |
| 1987 | Les Voies d'Anubis         | The Anubis Gates           | Tim Powers          | J'ai lu        |
| 1988 | La Compagnie des glaces    | The Ice Company            | Georges-Jean Arnaud | Fleuve noir    |
| 1989 | Le Pays du fou rire        | The Land of Laughs         | Jonathan Carroll    | J'ai Lu        |
| 1990 | Argentine                  |                            | Joël Houssin        | Denoël         |